# Fonts de la riera de Can Sis Rals
Les Fonts de la riera de Can Sis Rals (o bé Fonts d'en Garrell) és un conjunt de fonts d'Argelaguer (Garrotxa) protegit com a Bé Cultural d'Interès Local.

## Descripció
La riera de can Sis Rals es troba al sector de ponent d'Argelaguer. Les fonts foren construïdes per Josep Pujiula i Vila, anomenat el Garrell amb motiu de la casa on nasqué, Can Garrell.
Es tracta d'un conjunt de rescloses esglaonades per jugar amb la contenció i la caiguda de l'aigua, així com unes "olles" al nivell inferior. El traçat és sinuós seguint formes naturals.
Els material emprats són d'aprofitament: formigó sobrant de les obres de l'autovia A-26, còdols de riu, neumàtics apilats, metall, pvc, etc.
Les fonts del rec de Can Sis Rals estan custodiades per tòtems o guerrers que vigilen la seva obra.